# ’t Fiskershúske
Das Museum ’t Fiskershúske (deutsch Das Fischerhäuschen) ist ein kleines Freilichtmuseum in Moddergat in der niederländischen Provinz Friesland. Es zeigt, wie die Menschen früher in der Gegend in Moddergat vornehmlich vom Fischfang lebten. Das Museum besteht aus mehreren Fischerhäusern samt Nebengebäude, die in situ erhalten sind und zum Teil wieder auf einen früheren Zustand zurückgebaut wurden. Einige Gebäude sind eingerichtet, andere werden für thematische Ausstellungen genutzt.

## Die Geschichte des Museums
Der Anfang des Museums war im Jahr 1962. Das Regionalmuseum in Dokkum Het Admiraliteitshuis (deutsch: das Admiralitätshaus) erwarb das Fischerhaus Visserspad 4 in Moddergat. Das Haus wurde renoviert und im Jahr 1965 als erstes Haus des Museums eröffnet. Eingerichtet wurde es im Stil eines Fischerhauses im Jahre 1850. Das Museumsgrundstück wurde Schritt für Schritt mit verschiedenen Nachbarhäusern und den Gärten erweitert. Die ersten Erweiterungen waren 1973 die Gebäude Visserspad Nr. 6 (De Aek) und Visserspad Nr. 8 (De Blaes). Im Jahr 1987 wurde ein Ausstellungsraum (De Logger) auf dem Grundstück Visserspad Nr. 8a eingerichtet. Seit 1990 ist auch das Klaskes Húske mit dem dazugehörenden aashok im Besitz des Museums und wurde im Jahr 1995 für das Publikum geöffnet. Ein aashok war eine Werkstatt, in der die Fischerfrauen die Köder (Wattwürmer) an die Haken steckten. 2003 wurde die ehemalige Garnelenfabrik angekauft. Im Jahr darauf wurde dort nach einer Renovierung die Kopie eines alten Fischerboots als Denkmal aufgestellt, welches bei der Katastrophe von 1883 untergegangen ist.

## Museumseinrichtung und Ausstellungen
Das Museum ’t Fiskershúske besteht aus vier renovierten kleinen Fiskershúskes und einem Ausstellungsgebäude. Das Ziel der Stiftung ’t Fiskershúske ist die Erhaltung von mehreren Fiskershúskes, sowie das Sammeln und Ausstellen von Gebrauchsgegenständen, die mit der Küstenfischerei zu tun haben.
Das Fiskerhúske zeigt ein Fischerhaus an der Küste mit der Einrichtung aus dem Jahr 1850. Im Haus De Aek befindet sich die Ausstellung zur Fischerei an Watt und Küste sowie die Erinnerung an die Rettungsstation mit dem Rettungsboot. Dargestellt wird der katastrophale Sturm von 1883 und die wunderbare Rettung des Fischers Gerben Basteleur. Das Klaske’s Húske ist im Stil der zwanziger und fünfziger Jahre eingerichtet. Im Haus De Blaes befinden sich ein kleiner Laden und ein Café. Der Logger wird für Ausstellungen genutzt. Die ehemalige Garnelenfabrik dient heute als Besucherzentrum und wird an Gruppen vermietet.
Gegenüber vom Museumseingang befindet sich auf dem Deich ein Monument zum Gedenken an die Sturmkatastrophe von 1883, bei der 83 Fischer, etwa 2/3 der Moddergater Fischer ertranken.

## Galerie

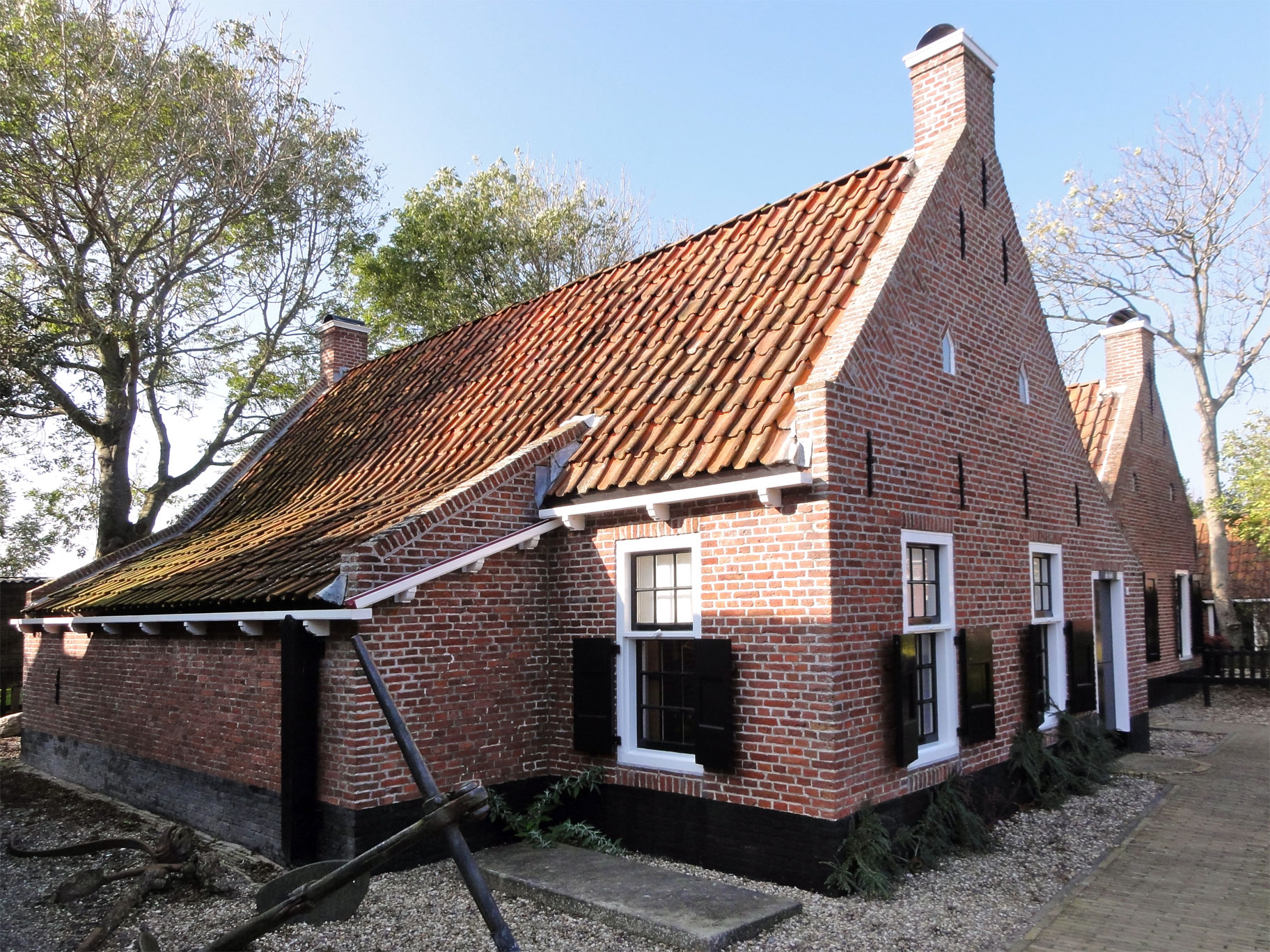
Haus Visserspad 6
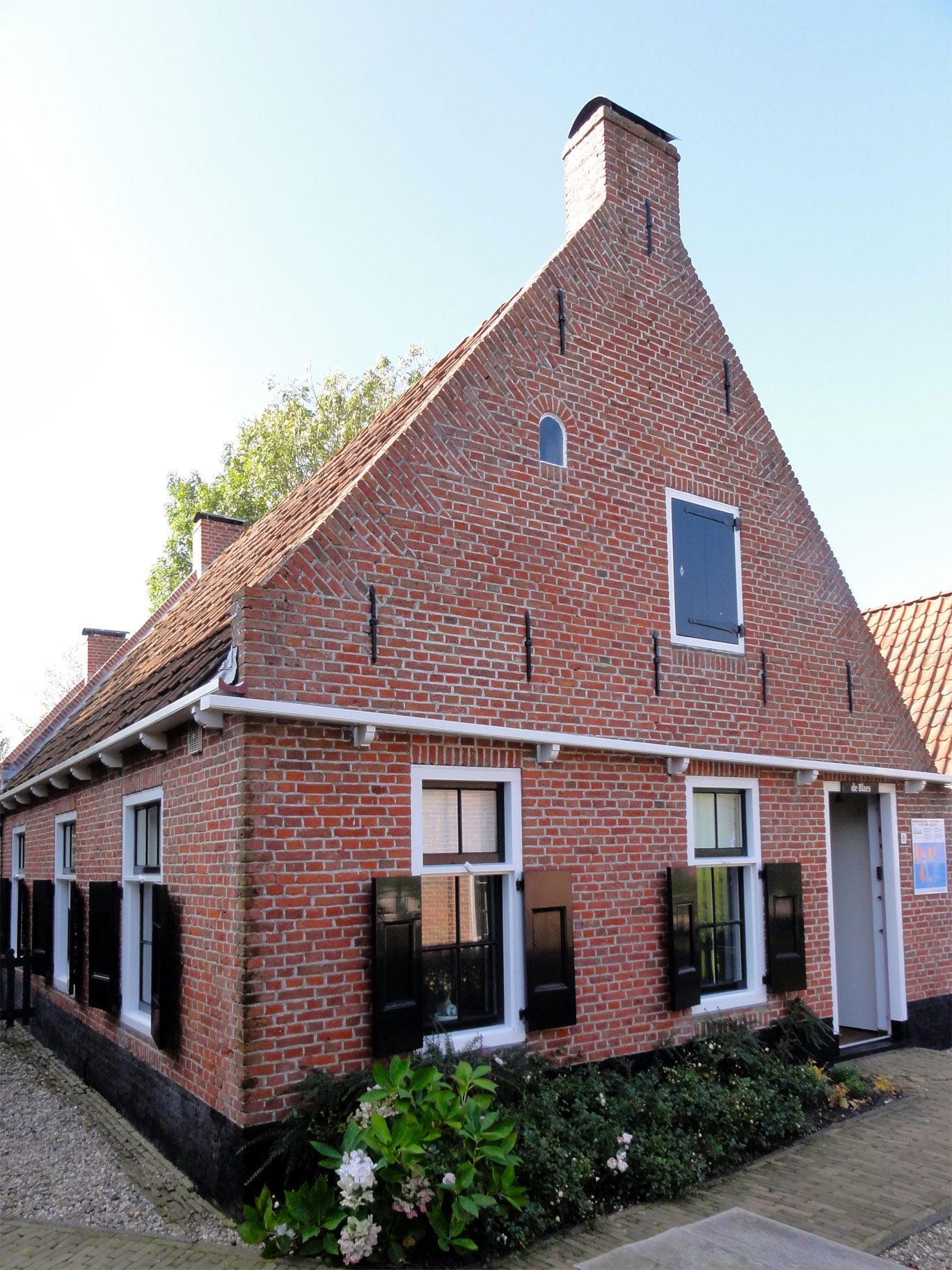
Haus Visserspad 8
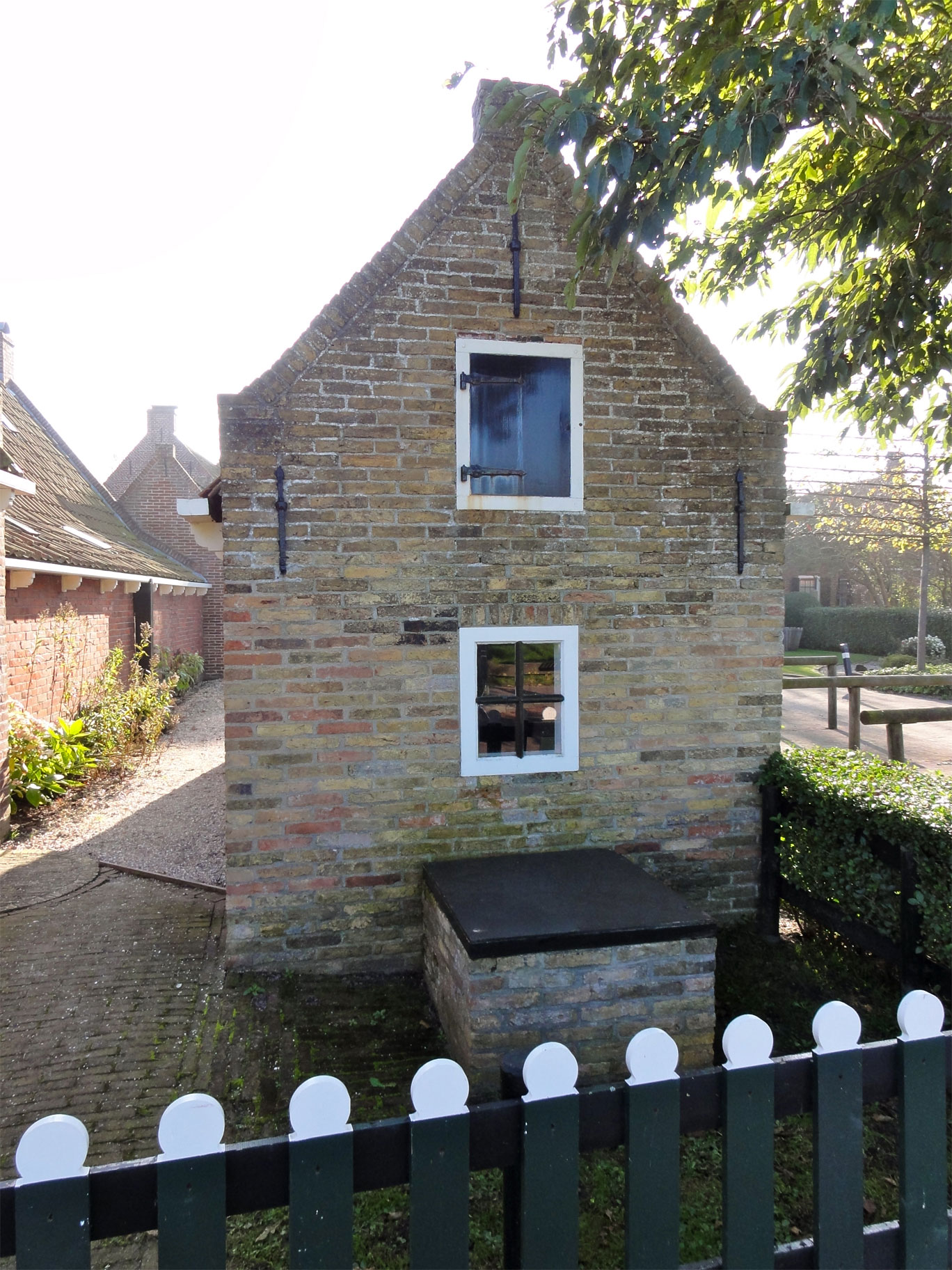
Bootshaus
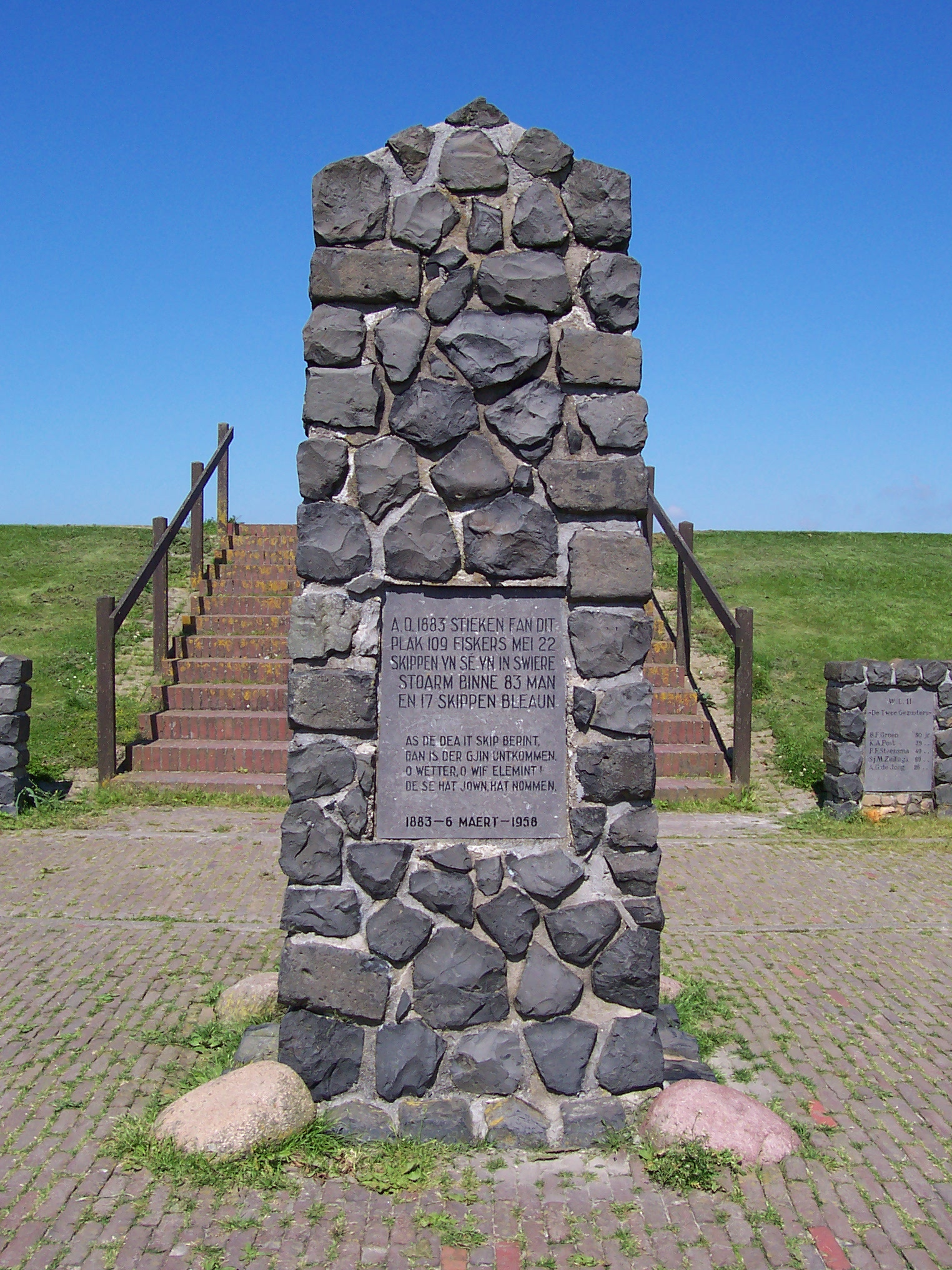
Denkmal für die Sturmkatastrophe 1883